# Ulrica Nisch
Ulrica (al secolo Franziska) Nisch (Mittelbiberach, 18 settembre 1882 – Allensbach, 8 maggio 1913) è stata una religiosa tedesca della congregazione delle Suore di Carità della Santa Croce di Ingenbohl. È stata beatificata da papa Giovanni Paolo II nel 1987.
Il suo elogio si legge nel Martirologio romano all'8 maggio.